# Lijst van voetbalinterlands Hongkong - Verenigde Arabische Emiraten
Deze lijst van voetbalinterlands is een overzicht van alle officiële voetbalinterlands tussen de nationale teams van Hongkong en de Verenigde Arabische Emiraten. De landen hebben tot nu toe vier keer tegen elkaar gespeeld. De eerste ontmoeting was een vriendschappelijke wedstrijd op 12 november 2000 in Abu Dhabi. Het laatste duel, een groepswedstrijd tijdens de Azië Cup 2023, werd gespeeld in Ar Rayyan (Qatar) op 14 januari 2024.

## Wedstrijden
| № | Plaats    | Datum            | Competitie                 | Wedstrijd                               | Uitslag |
| - | --------- | ---------------- | -------------------------- | --------------------------------------- | ------- |
| 1 | Abu Dhabi | 12 november 2000 | Vriendschappelijk          | Verenigde Arabische Emiraten − Hongkong | 1 − 1   |
| 2 | Hongkong  | 15 oktober 2013  | Azië Cup 2015 kwalificatie | Hongkong − Verenigde Arabische Emiraten | 0 − 4   |
| 3 | Abu Dhabi | 15 november 2013 | Azië Cup 2015 kwalificatie | Verenigde Arabische Emiraten − Hongkong | 4 − 0   |
| 4 | Ar Rayyan | 14 januari 2024  | Azië Cup 2023              | Verenigde Arabische Emiraten − Hongkong | 3 − 1   |

## Samenvatting
| Competitie            | Totaal gespeeld | Winst Hongkong | Gelijk | Winst V.A.E. | Doelsaldo Hongkong – V.A.E. |
| --------------------- | --------------- | -------------- | ------ | ------------ | --------------------------- |
| Azië Cup              | 1               | 0              | 0      | 1            | 1 − 3                       |
| Azië Cup-kwalificatie | 2               | 0              | 0      | 2            | 0 − 8                       |
| Vriendschappelijk     | 1               | 0              | 1      | 0            | 1 − 1                       |
| Totaal                | 4               | 0              | 1      | 3            | 2 − 12                      |

HKFA · 
Lijst van A-internationals · 
Hongkongs vrouwenelftal
1960 – 1969 ·
1970 – 1979 ·
1980 – 1989 ·
1990 – 1999 ·
2000 – 2009 ·
2010 – 2019 ·
2020 − 2029
Afghanistan ·
Argentinië ·
Australië ·
Bahrein ·
Bangladesh ·
Bhutan ·
Brazilië ·
Brunei ·
Cambodja ·
Canada ·
China ·
Colombia ·
Denemarken ·
Estland ·
Fiji ·
Filipijnen ·
Guam ·
India ·
Indonesië ·
Irak ·
Iran ·
Israël ·
Japan ·
Jemen ·
Joegoslavië ·
Jordanië ·
Koeweit ·
Kroatië ·
Laos ·
Libanon ·
Liechtenstein ·
Macau ·
Malediven ·
Maleisië ·
Marokko ·
Mauritius ·
Mongolië ·
Myanmar ·
Nepal ·
Noord-Korea ·
Noorwegen ·
Oezbekistan ·
Oman ·
Oost-Timor ·
Palestina ·
Paraguay ·
Qatar ·
Salomonseilanden ·
Saoedi-Arabië ·
Singapore ·
Sri Lanka ·
Syrië ·
Tadzjikistan ·
Taiwan ·
Thailand ·
Turkmenistan ·
Verenigde Arabische Emiraten ·
Vietnam ·
Zuid-Korea ·
Zuid-Vietnam ·
Zwitserland
UAEFA · A-internationals · Bondscoaches · Statistieken · Olympisch elftal · Vrouwenelftal van de Verenigde Arabische Emiraten · VA Emiraten U21 · VA Emiraten U19 · VA Emiraten U17
1972 – 1979 ·
1980 – 1989 ·
1990 – 1999 ·
2000 – 2009 ·
2010 – 2019 ·
2020 − 2029
OS 2012
Algerije ·
Andorra ·
Angola ·
Argentinië ·
Armenië ·
Australië ·
Azerbeidzjan ·
Bahrein ·
Bangladesh ·
Benin ·
Bolivia ·
Brazilië ·
Brunei ·
Bulgarije ·
Chili ·
China ·
Colombia ·
Costa Rica ·
Denemarken ·
Dominicaanse Republiek ·
Duitsland ·
Egypte ·
Estland ·
Filipijnen ·
Finland ·
Gabon ·
Gambia ·
Georgië ·
Haïti ·
Honduras ·
Hongarije ·
Hongkong ·
IJsland ·
India ·
Indonesië ·
Irak ·
Iran ·
Japan ·
Jemen ·
Joegoslavië ·
Jordanië ·
Kazachstan ·
Kenia ·
Kirgizië ·
Koeweit ·
Laos ·
Libanon ·
Libië ·
Litouwen ·
Maleisië ·
Malta ·
Marokko ·
Mauritanië ·
Moldavië ·
Myanmar ·
Nepal ·
Nieuw-Zeeland ·
Noord-Korea ·
Noorwegen ·
Oekraïne ·
Oezbekistan ·
Oman ·
Oost-Timor ·
Pakistan ·
Palestina ·
Paraguay ·
Peru ·
Polen ·
Qatar ·
Roemenië ·
Rusland ·
Saoedi-Arabië ·
Senegal ·
Singapore ·
Slovenië ·
Slowakije ·
Soedan ·
Sri Lanka ·
Syrië ·
Tadzjikistan ·
Thailand ·
Togo ·
Trinidad en Tobago ·
Tsjechië ·
Tunesië ·
Turkmenistan ·
Uruguay ·
Venezuela ·
Vietnam ·
Wit-Rusland ·
Zuid-Afrika ·
Zuid-Korea ·
Zweden ·
Zwitserland